# Rudolf Belling
Rudolf Edwin Belling (* 26. August 1886 in Berlin; † 9. Juni 1972 in München) war ein deutscher Bildhauer.

## Biografie

### Familie und Ausbildung

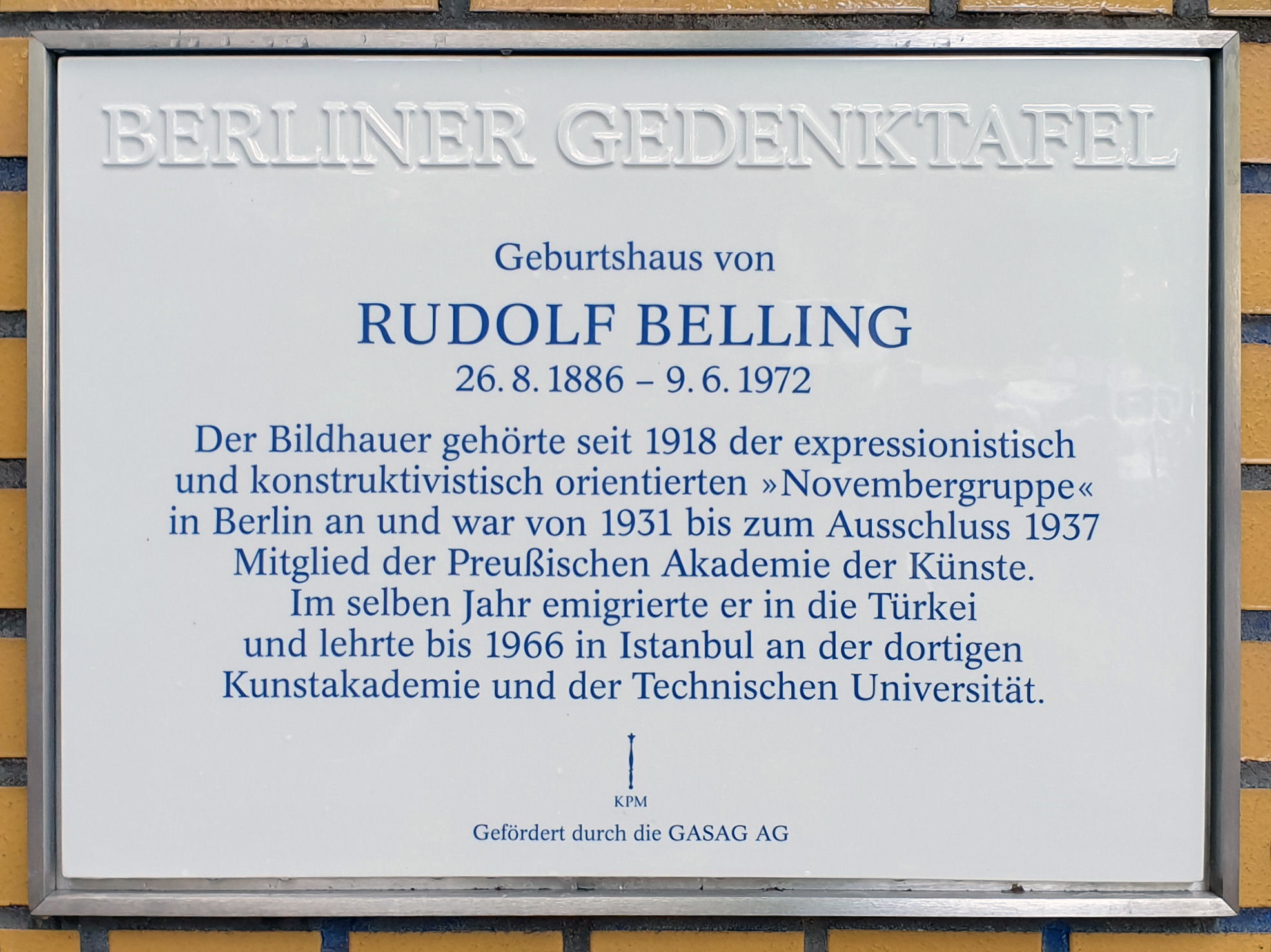
Berliner Gedenktafel am Haus, Erkelenzdamm 25, in Berlin-Kreuzberg

Rudolf Belling erhielt eine eher konservative Erziehung durch seine Eltern Ernst und Helene (geb. Thomas). Von 1892 bis 1901 besuchte er die Steglitzer Volksschule, anschließend das preußisch-militärische Internat Luisenstift. Er machte eine kaufmännische Lehre. Es war ihm klar, dass er kein Kaufmann werden wolle und er begann in einer kunstgewerblichen Werkstatt als Lehrling zu arbeiten. Danach durchlief er eine Fortbildung an einer Handwerkerschule.
Belling bildete sich zudem autodidaktisch weiter, besuchte Abendkurse für Zeichnen und Modellieren sowie Anatomievorlesungen für Künstler an der Tierärztlichen Hochschule Berlin. 1908 machte sich Belling, zusammen mit Emil Kaselow, mit einem Atelier für Kleinplastik, Dekoration und Kunstgewerbe selbstständig. Seit 1909 übernahm die Firma Spezialaufträge für Theateraufführungen Max Reinhardts. Nach der Auflösung des Ateliers 1910 arbeitete er in der Kaschierabteilung einer Bühnenwerkstatt. Er schloss in dieser Zeit wichtige Bekanntschaften wie Max Reinhardt, Ernst Stern, dessen expressionistischen Chefbühnenbildner sowie Hans Poelzig. Durch die Arbeit als Bühnenbildner lernte Belling die neuen Tendenzen expressionistischer Kunst und Literatur kennen. Das Theater prägte die Thematik und Symbolik seiner folgenden Arbeiten stark, immer wieder findet sich das Motiv des Tanzes. 1911 wurde Peter Breuer, Professor für Bildhauerei an der Kunstakademie Berlin-Charlottenburg, auf Belling aufmerksam und nahm ihn ohne Vorstudium als Meisterschüler auf. Zudem stellte Breuer ihm ein eigenes Schüleratelier zur Verfügung. Studienreisen führten ihn 1913 nach Belgien, Holland, England und Frankreich. 1914 schuf er Kostüm und Maske für den Golem im gleichnamigen Film von Paul Wegener.
Durch diese Wendung war es Belling nun möglich, einerseits seinem autodidaktisch geführten Studium als Bildhauer eine akademische Basis zu geben und andererseits weiterhin durch die Bühnenbildnerei Geld zu verdienen. Während dieser Zeit beschäftigte er sich mit den Theorien von Adolf von Hildebrand in dessen Buch Das Problem der Form in der bildenden Kunst. Zwischen 1915 und 1917 diente Belling als Soldat der Fliegertruppe Berlin-Adlershof und war dort in der Modellabteilung tätig. Er wurde als Soldat ab 1915 in Mazedonien und an der Westfront eingesetzt.

### Arbeitsrat für Kunst und Novembergruppe in Berlin
Ab Ende des Jahres 1918, nach Ausrufung der Republik durch Philipp Scheidemann, geriet auch Belling in einen Strudel revolutionärer Ereignisse und neuer Ideen. In Berlin wurde der Arbeitsrat für Kunst gegründet, in dem auch Belling vertreten war. Im Dezember desselben Jahres wurde die progressive Künstlervereinigung „Novembergruppe“ gegründet, zu deren Ausstellungs-Kommission Belling als Mitbegründer zählte. Belling war bis 1932 im Vorstand der Gruppe tätig. In Berlin gab er Volkshochschul-Kurse.

### „Goldene Zwanziger“ und Anerkennung als Bildhauer
1919 entstand seine berühmte Skulptur Dreiklang. Zudem widmete Belling sich in dieser Zeit der angewandten Kunst und dem Art déco. Er fertigte 1920 und 1921 Reklameaufbauten und Schaufensterfiguren an. 1925 heiratete er die Tänzerin Toni Freeden. Zwischen 1924 und 1926 begab sich Belling auf Studienreise durch Europa. In den folgenden Jahren arbeitete Belling, zusammen mit einer Reihe bedeutender Architekten wie Arthur Korn und Walter Würzbach an privaten und öffentlichen Gebäuden und entwarf zudem zahlreiche plastische Bildnisse. Als ordentliches Mitglied des Deutschen Künstlerbundes beteiligte sich Rudolf Belling 1929 an der DKB-Jubiläumsausstellung („25 Jahre Deutscher Künstlerbund“) im Kölner Staatenhaus am Rheinpark mit einer Bronzebüste des Reichspräsidenten Friedrich Ebert.
1931 wurde Belling zum Mitglied der Preußischen Akademie der Künste in Berlin ernannt. 1932 nahm er mit der Plastik Der Boxer an den Kunstwettbewerben der Olympischen Sommerspiele in Los Angeles teil und erhielt eine „Ehrenvolle Erwähnung“.

### Leben im Nationalsozialismus und Exil in der Türkei
Nach der Machtübergabe an die Nationalsozialisten 1933 erlebte Belling eine widersprüchliche Rezeption. Seine Porträts demokratischer Politiker wie Gustav Stresemann oder Friedrich Ebert wurden zerstört. 1935 erhielt Belling einen Lehrauftrag in New York an der privaten Annoth Art School. Im gleichen Jahr ließ er sich von seiner Frau scheiden. 1936 wurde Belling Professor und Leiter der Klasse für Bildhauerei der Kunstakademie in Istanbul. 1936 kam er nach Deutschland zurück, doch die politischen Umstände zwangen ihn dann, sein Heimatland erneut zu verlassen. Auf der Großen Deutschen Kunstausstellung 1937 in München konnte er noch die Bronze-Plastik Der Boxer Max Schmeling zeigen. Aber im selben Jahr wurden im Rahmen der deutschlandweiten konzertierten Aktion „Entartete Kunst“ von den Nationalsozialisten Werke Bellings aus öffentlichen Sammlungen beschlagnahmt und in Nazi-Hetzausstellungen vorgeführt. 1937 trat Belling aus der Preußischen Akademie aus und emigrierte, durch Hans Poelzig vermittelt, in die Türkei. Er hielt in Istanbul von 1937 bis 1952 Vorlesungen an der Kunstakademie. 1942 heiratete er Jolanda Manzini. 1944 wurde sein Wohnhaus und Atelier in Berlin-Lichterfelde (Ostpreußendamm 20a) zerbombt und viele Entwürfe und Originale wurden unwiederbringlich zerstört. Von 1952 bis 1965 hatte Belling den Lehrauftrag für künstlerische Grundlehre und Modellieren an der Architekturfakultät der TU Istanbul.

### Letzte Jahre in Krailling
Noch in der Türkei begann Belling mit Auftragsarbeiten für den öffentlichen Raum in Deutschland, zum Beispiel das Segelmotiv für die Bank für Gemeinwirtschaft (1959), das Symbol der Gemeinsamkeit für die Siedlung Osdorfer Born (1968), beides in Hamburg, oder das Blütenmotiv für den Deutschen Gewerkschaftsbund und die Stadt München (1967). 1966 kehrte Belling nach Deutschland zurück. Er starb 1972 in Krailling bei München. Die Grabrede hielt Charles Crodel. Der Nachlass wird in München von seiner Tochter Elisabeth Weber-Belling betreut.

## Werk

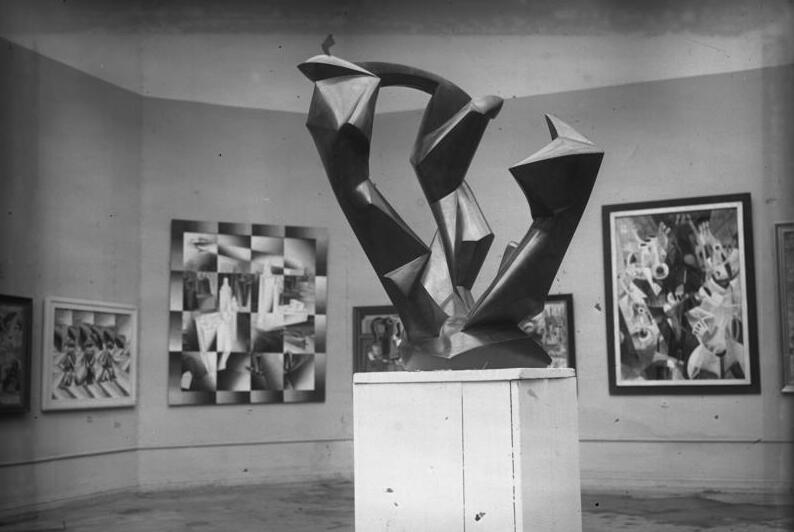
Dreiklang, 1919

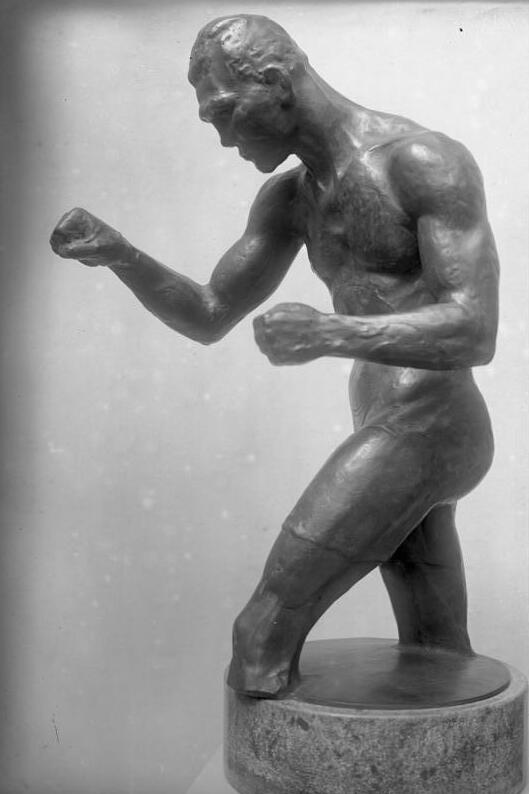
Max Schmeling, 1931

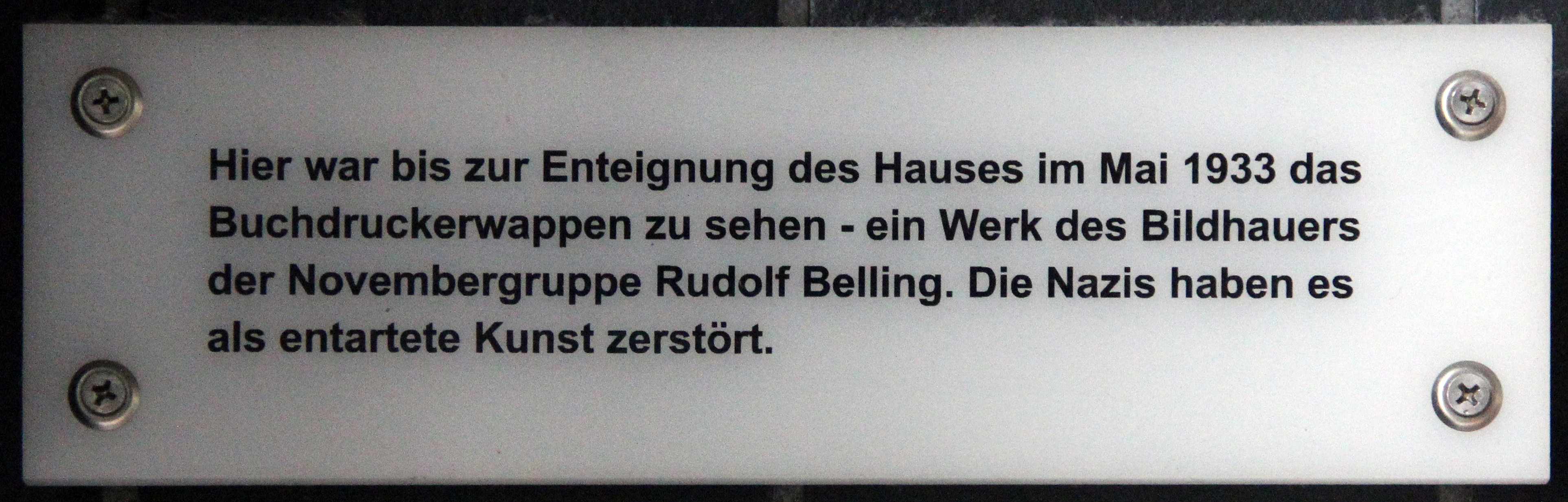
Gedenktafel im Haus, Dudenstraße 10, in Berlin-Kreuzberg

Bellings Schaffen lässt sich in drei Teile gliedern, seine Zeit in Berlin bis in die 30er, sein Leben im türkischen Exil und seine letzten Lebensjahre in München.
Ab 1912 begann Belling kubistisch-expressive Plastiken zu schaffen. Er wurde beeinflusst von futuristischen und konstruktivistischen Ideen, vor allem auch von Alexander Archipenko, mit dem er befreundet war. Der Höhepunkt seines künstlerischen Schaffens ist sein Werk Dreiklang, als erste deutsche Skulptur dieser Art, in dem er den Gedanken einer Vereinigung der Kunstrichtungen (Malerei, Bildhauerei, Architektur) zu schaffen sucht. Im gleichen Jahr wurde das Bauhaus gegründet, das das gleiche Raum- und Formenverständnis vertrat. Die musikalische Betrachtung des Titels ist damit zweitrangig, auch wenn seine Arbeiten oft ans Motiv der Tänzerin angelehnt sind. Belling sah seine Formensprache allerdings nicht mehr von der Realität abgeleitet, aber gab zu, dass sich seine völlige Abstraktion durchaus der Wirklichkeiten annähern könne. Er betonte, dass dieser Bezug zum Gegenständlichen ein zufälliger und keinesfalls absichtlicher sei. Dreiklang ist eine Rundplastik, es gibt damit keine konkrete Hauptansicht mehr, jede Ansicht wird als gleichwertig betrachtet, womit er vor allem den kunsttheoretischen Ideen Hildebrands widersprach. Charakteristisch ist das Verhältnis von Raum und Plastik, die Belling als gleichwertig betrachtete und damit seine Skulptur aus deren Wechselspiel entstehen ließ. Belling beschrieb seine Arbeitsweise selbst treffend: „Wenn ich eine Skulptur mache, so organisiere ich die Formen und lasse sie wachsen wie einen Baum oder Menschen.“ Hierbei ist auch zu beachten, dass er sich in erster Linie als Handwerker und nicht als Künstler betrachtete. Ab 1920 stand vor allem das Thema „Mensch-Technik-Maschine“ sowie die Verwendung neuer Materialien im Mittelpunkt. Er wendete sich verstärkt der Architektur zu. 1926 entstand das Horchtier, eine Kühlerfigur für die Horchwerke AG, die jedoch nie zum Einsatz kam. Außerdem entstanden in dieser Zeit, mitunter durch Zusammenarbeit mit Architekten wie Luckhardt, Würzbach, Neutra und Korn, architektonische Werke und abstrakte Brunnenplastiken. In ihnen versuchte er durch die bewegte Komponente Wasser die Statik normaler Skulpturen zu durchbrechen. Die Idee eines Gesamtkunstwerkes fließt sichtlich mit ein.
Der Umstand seiner Auswanderung in die Türkei kennzeichnete die nun folgende Zeit seines Schaffens.

## Werke (Auswahl)

### 1937 nachweislich als „entartet“ beschlagnahmte Werke
- Fabeltier (1923; Skulptur, Bronze; Museum Folkwang Essen; 1937 in der Ausstellung „Entartete Kunst“ in Hamburg; Stand März 2021 Verbleib ungeklärt)
- Dreiklang (1924, Skulptur, Birkenholz auf Mahagony, gebeizt, WV Nerdinger 20; Kronprinzenpalais der Nationalgalerie Berlin; 1937 in der Ausstellung „Entartete Kunst“ in München; 1947 sichergestellt und jetzt wieder in der Nationalgalerie Berlin)[9]
- Kopf in Messing (1925, Skulptur, Messing; WV Nerdinger 49; Kronprinzenpalais der Nationalgalerie Berlin; 1937 in der Ausstellung „Entartete Kunst“ in München; 1947 sichergestellt und jetzt wieder in der Nationalgalerie Berlin[10]; zweites Exemplar Museum Folkwang Essen; ebenfalls 1947 sichergestellt und jetzt im Kulturhistorischen Museum Rostock)

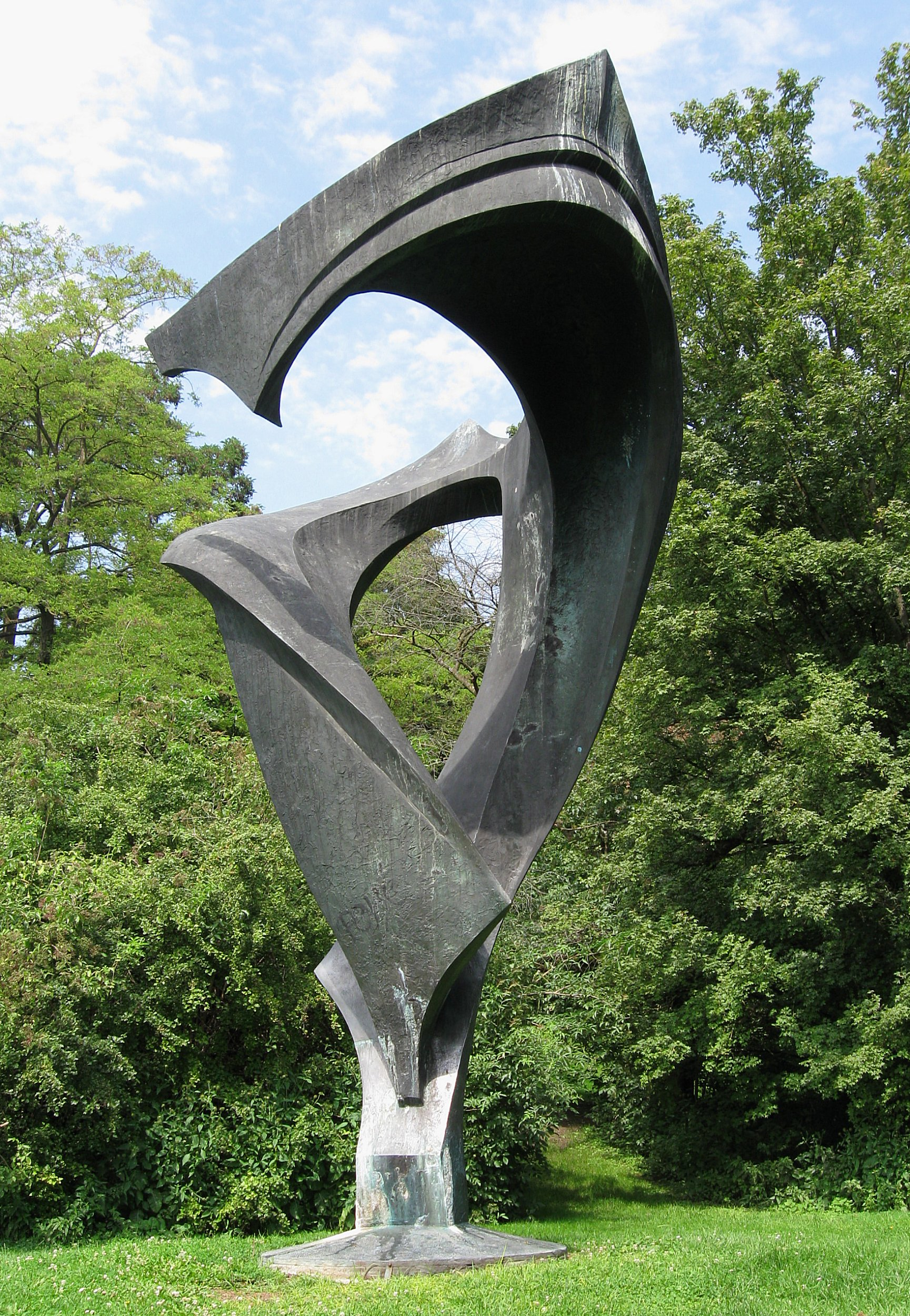
Schuttblume, 1972

### Weitere Werke (Auswahl)
- 1912: Der Tanz in Bronze, Standort: Saarlandmuseum (posthumer Guss)
- 1915: Verwundete
- 1916: Tänzerin in vergoldetem Holz, in Privatbesitz
- 1916: Kampf (als Geschlechterkampf).
- 1916: Der Flieger in gebeiztem und lackiertem Lindenholz, Größe: 63,5 cm × 30,5 cm × 22 cm, Standort: Stiftung Deutsches Historisches Museum
- 1918: Mensch in Kalkstein, Standort: Museum Folkwang
- 1918: Kleine Gruppe Natur; Standort der Abgüsse: Nationalgalerie Berlin (Dauerleihgabe des Landes Berlin), Germanisches Nationalmuseum (Dauerleihgabe aus Privatbesitz (Sammlung Hoh)); Material: Gipsabguss, nach einem Entwurf des Künstlers César Klein gefasst in Goldbronze, bemalt in Schwarz, Rot und Grün (Farbe ist größtenteils abgeblättert), Größe: 75,5 × 31,5 × 20 cm; Vorentwurf für die Skulptur Große Gruppe Natur; das originale Gipsmodell ging wahrscheinlich 1944 bei einem Bombenangriff auf Berlin, bei dem auch das Atelier Belling getroffen wurde, verloren. Die Figur ist noch weitestgehend naturalistisch gestaltet, Ansätze von Abstraktion sind aber schon deutlich erkennbar.
- 1918: Große Gruppe Natur, Skulptur für die vom Architekten Walter Würzbach gebaute Villa des Berliner Verlegers Wolfgang Gurlitt (in der Nische der Hofdurchfahrt aufgestellt, mit dem Gebäude im Zweiten Weltkrieg zerstört)
- 1919: Dreiklang (als Bronzeguss 1969/1970, Größe: 90 cm × 87 cm × 77 cm), Standort: Städtische Galerie im Lenbachhaus (Dauerleihgabe der Munich Re Art Collection)
- 1920: Erotik in Bronze, Größe: 32 cm × 32 cm × 26 cm, Standort: Museum Folkwang
- 1920: mehrgeschossiger, futuristischer Brunnen für die vom Architekten Walter Würzbach umgebaute Scala (Tanzsaal mit Weinrestaurant)
- 1921: organische Formen (Schreitender) in versilberter Bronze, Größe: 54 cm × 21 cm × 18 cm, Standort: Nationalgalerie Berlin (Leihgabe des Vereins der Freunde der Nationalgalerie)
- 1921: Kopf in poliertem Mahagoniholz, Größe: 52,5 cm × 21 cm × 21 cm, Standort: Nationalgalerie Berlin (Leihgabe des Vereins der Freunde der Nationalgalerie)
- 1923: Skulptur 23 in poliertem Messing, Größe: 20 cm × 43 cm × 20 cm, Standorte: u. a. Städtische Galerie im Lenbachhaus, Museum Folkwang, Museum Moderner Kunst Stiftung Ludwig Wien
- 1923: Modell für eine Olex-Tankstelle
- 1924: Kopf in Messing (Büste seiner Ehefrau Toni Freeden/Toni Friedländer) im Stil des Art déco,[11] Standorte: u. a. Städtische Galerie im Lenbachhaus, Folkwang-Museum und Staatsgalerie Stuttgart
- 1925: Weiblicher Kopf in Messing, Standort: Städtische Galerie im Lenbachhaus (erworben 1981)
- 1926: Fabelwesen, sogenanntes Horchtier, konzipiert als Kühlerfigur für das Automobilbau-Unternehmen Horch (nicht für die Serienproduktion verwendet)
- 1927: Porträt-Büste des Kunsthändlers Alfred Flechtheim, Größe: 19 cm
- 1929: Keramikrelief der Heiligen Dorothea, Standort: Dorotheenschule in Berlin-Köpenick, Ecke Oberspreestraße/Menzelstraße[12]
- 1929: Bronze Der Boxer Max Schmeling, 54 cm × 27 cm × 29 cm
- 1930: Bergarbeiter, Gusseisen; Deutsches Bergbau-Museum, Bochum[13]
- 1930: Porträt-Büste des Regisseurs Josef von Sternberg in Bronze
- 1932: Büste des Erziehungswissenschaftlers Georg Kerschensteiner in Bronze, Standort: Friedrich-Ebert-Gymnasium (Hamburg)
- 1938: Reiterstandbild des türkischen Staatspräsidenten Ismet Inönü
- 1944: Standbild des türkischen Staatspräsidenten Ismet Inönü, Standort: Landwirtschaftliche Fakultät der Universität Ankara
- 1967: Lithografie Entwurf für Metallplatten und Draht II
- 1968: Symbol der Gemeinsamkeit in Bronze, Standort: Hamburg-Osdorfer Born, Glückstädter Weg/Bornheide[14]
- 1972: Schuttblume, Standort: Olympiaberg, München

## Ehrungen
1955 wurde ihm das Große Bundesverdienstkreuz durch Bundespräsident Theodor Heuss verliehen. Es folgte 1956 die Wiederernennung zum Mitglied der Akademie der Künste in Berlin und 1961 die Verleihung des Berliner Kunstpreises. Sein Werk wurde 1967 und 1976 in München und 1971 in St. Gallen ausgezeichnet. Zudem erhielt Belling im selben Jahr die Ehrendoktorwürde der Technischen Universität München. 1972 wurde er mit dem Großen Bundesverdienstkreuz mit Stern ausgezeichnet.
Im August 2021 wurde an seinem ehemaligen Wohnort, Berlin-Kreuzberg, Erkelenzdamm 25, eine Berliner Gedenktafel enthüllt.

## Ausstellungen

### Einzelausstellungen
- 1919: Galerie Gurlitt, Berlin
- 1920: Galerie Alfred Flechtheim, Düsseldorf
- 1921: Galerie Flechtheim, Köln
- 1921: Galerie Goyert, Köln
- 1924: Nationalgalerie, Berlin
- 1935: Galerie Weyhe, New York
- 1956: Karl-Ernst-Osthaus-Museum, Hagen
- 1957: Galerie Wolfgang Gurlitt, München
- 1962: Galerie Vömel, Düsseldorf
- 1962: Akademisches Kunstmuseum, Berlin
- 1965: Ausstellung des deutschen Kunstrats, Ankara, Istanbul
- 1967: Galerie Ketterer, München
- 1971: Nationalgalerie, Berlin
- 2017: Rudolf Belling. Skulpturen und Architekturen. Hamburger Bahnhof, Berlin. Katalog.

### Gruppenausstellungen
- 1937: „Große Deutsche Kunst-Ausstellung“, mit der Bronzestatue Boxer Schmeling, München
- 1937: München: „Entartete Kunst“, mit der Plastik Dreiklang, München
- 2017: „Der böse Expressionismus“. Kunsthalle Bielefeld, Bielefeld